# Institut for Biokemi og Molekylær Biologi
Institut for Biokemi og Molekylær Biologi (forkortet BMB) er et institut under Det Naturvidenskabelige Fakultet på Syddansk Universitet, som blev dannet den 1. januar 2000 ved en fusion af de daværende Biokemisk Institut og Institut for Molekylær Biologi.
Instituttet varetager en del af undervisningen af studerende i naturvidenskab på første år. Desuden undervises og forskes der i biomedicin, biokemi og molekylærbiologi. Der foregår forskning inden for moderne biovidenskab, herunder molekylær cellebiologi, proteomik, genomik, lipidomik, metabolomik, mikrobiologi, samt sygdomsområder som kræft, diabetes og mikrobielle infektioner. 
Blandt de ansatte er Peter Roepstorff.

## Uddannelser
| Bachelor og kandidat - Biokemi og molekylær biologi - Biomedicin | Kandidat - Biomedicinsk informatik |